# 헤센 선거대관구
헤센 선거대관구(독일어: Gau Kurhessen 가우 쿠르헤센[*])는 1933년부터 1945년까지 있었던 나치 독일의 대관구이다. 이 대관구는 프로이센 주의 헤센-나사우 주 북쪽을 맡았다. 1927년부터 1933년까지는 이 대관구는 나치당의 지역조직이었다.

## 역사
원래 나치의 대관구(Gau) 조직은 1926년 5월 22일 나치당 회의에서 지역당 조직 구조 개선을 목적으로 창립한 구역이었다. 이후 1933년 나치가 독일의 권력을 장악하면서 독일의 주 단위 행정구역이 당의 대관구 행정구역으로 대체되었다. 이 대관구는 원래 헤센 대관구(독일어: Gau Hessen)라 불렀으나 1927년 북부와 남부가 쪼개졌다. 1934년에는 북헤센-나사우 대관구로 명칭이 바뀌었으며, 다시 헤센 선거대관구로 재편되었다.
각 대관구를 지휘하는 대관구지휘자는 점점 더 권력이 세지면서 제2차 세계 대전 이후에는 외부에서 거의 간섭을 받지 않았다. 지역 대관구지휘자는 정당 행정 뿐 아니라 정부 직책에도 관여하여 선전 감시 등 다양한 작전을 수행했으며, 1944년 9월 이후에는 국민돌격대 소집과 각 대관구 방어작전 역할도 맡았다.
헤센 선거대관구의 대관구지휘자는 1927년부터 1928년까지는 발터 슐체가, 이후 1928년부터 1943년까지 카를 바인리히가 맡았다. 바인리히를 이어 카를 게를란트가 대관구지휘자를 이어받았으나 1944년까지는 권한대행으로 활동했다. 게를란트는 1945년 4월 사망했다. 카셀 공습에서의 무능함으로 쫓겨난 바인리히는 전후에도 살아남아 1949년 10년 징역형을 선고받았고, 1973년 사망했다.

## 같이 보기
- 헤센 대관구리가 - 1933년부터 1945년까지 대관구 최고 축구리그